# Nechemya Cohen
Nechemiah Cohen (hébreu : נחמיה כהן ; 30 avril 1943 – 5 juin 1967) est le soldat le plus décoré de l'histoire de l'Armée de défense d'Israël. Il partage cet honneur avec son ami proche et ancien Premier ministre Ehud Barak et le major Amitai Hason. Il a reçu cinq décorations – une Médaille du mérite et quatre citations du chef d’état-major.
Cohen est né à Jérusalem, fils de Shalom et Shoshana, qui ont fait leur Aliyah depuis la Turquie. Il a étudié à l'école primaire du quartier Bet HaKerem de Jérusalem et a ensuite fréquenté l'école secondaire Beit Hinuch de la ville. Après avoir obtenu son diplôme, il s'est enrôlé dans l'armée israélienne où il a servi dans le Sayeret Matkal.
Cohen a été tué au combat près de la ville de Gaza le 5 juin 1967, le premier jour de la guerre des Six Jours, à l'âge de 24 ans.
Son frère aîné, Eliezer Cohen, était pilote de chasse et membre de la Knesset.